# Łęka (gmina Łęczyca)
Łęka – wieś w Polsce, położona w województwie łódzkim, w powiecie łęczyckim, w gminie Łęczyca.
W latach 1975–1998 miejscowość należała administracyjnie do województwa płockiego.

## Historia
Osada została wymieniona w 1357 r. w rzędzie dóbr arcybiskupstwa gnieźnieńskiego. Wieś lokowana na prawie niemieckim, posiadała w XVI w. 16 łanów kmiecych osiadłych oraz kilka pustych i początkowo 4 łany sołtysie.

W 1918 r. założona została Ochotnicza Straż Pożarna w Łęce. Dziewięćdziesiąt lat później, 23 listopada 2008 r. odbyły się obchody dziewięćdziesięciolecia, w których udział wzięli m.in. Członek Prezydium Zarządu Głównego ZOSP RP Druh Ryszard Szmaja, wójt Gminy Łęczyca Andrzej Krzysztof Wdowiak, Radni Gminy Łęczyca, Strażacy Jednostki OSP w Łęce i mieszkańcy wsi. Zasłużeni strażacy odznaczeni zostali medalami za zasługi dla pożarnictwa. Złotym medalem odznaczeni zostali: Kaźmierczak Karol, Kaźmierczak Ryszard, Kłudczyński Czesław, Kowalewski Jan oraz Marczak Jan.
Srebrny medal otrzymali: Basiński Włodzimierz, Damilak Jan, Jędrzejczak Stanisław, Paciorek Ireneusz i Walczak Jan, a brązowy – Łukomski Dariusz, Prądzyński Andrzej, Prądzyński Marek i Walczak Jarosław.

## Znani mieszkańcy
- Józefa Frysztakowa (1921–2008)